# Le Cheval blanc
Pour les articles homonymes, voir Cheval blanc.

Le Cheval blanc est un roman d'Elsa Triolet paru en 1943 aux éditions Denoël, Paris, 542 pages. Elsa Triolet l'écrit entre 1941 et 1942 à Nice.
Un roman d'atmosphère, héroïsme et bohème dans le Paris des années 1920 à 1940.
Il a obtenu une voix (celle de Francis Carco) pour le prix Goncourt lors de sa sortie en 1943.

## Résumé
Le roman est divisé en cinq parties sans titres. Chaque partie correspond à une période de la vie du héros.
Né au début du XXe siècle, Michel Vigaud est adolescent pendant la première guerre mondiale. Il vit seul avec sa mère, ils sont parfois riches, parfois pauvres : ancienne cantatrice, celle-ci joue au casino pour assurer sa subsistance et celle de son fils …ils voyagent dans toute l'Europe … Michel restera incapable de se fixer presque toute sa vie. Sa mère traîne sa douleur d'un chagrin d'amour disparu.
Est-ce à cause de cette enfance bohème, de l'absence d'un père ou d'un trop grand attachement à sa mère? mais Michel a du mal à faire des projets et à aimer ses contemporains.
Michel Vigaud a toujours été libre, vivant seul avec cette mère un peu dissolue. Ses fugues sont de plus en plus longues, jusqu'à sa première disparition. À 16 ans, il s'engage comme matelot sur un bateau et part faire le tour du monde. Il reviendra quelques années plus tard…. trop tard pour faire un dernier adieu à sa mère.
Très jeune Michel vit au jour le jour, ayant pour seules possessions les vêtements qu'il a sur le dos. Il rencontre des gens qui veulent l'aider mais il ne s'attache pas et repart vite à l'aventure, abandonnant ses maigres biens. Il cherche l'amour sans le trouver, il fuit quand ses maîtresses deviennent trop pressantes ou quand ses amis lui en demandent trop.
Michel est intelligent mais indécis, il est formidablement doué (en musique, au piano) mais il se sent enfermé dans sa vie alors il fuit….Il finit par découvrir l'amour avec Élisabeth mais ce grand séducteur ennuie sa belle : il est beau, vif, mais si peu cultivé…
L'entre-deux-guerres est pour lui trop calme, il a besoin de frissons et deviendra pilote dans l'aviation balbutiante, partira aux Etats-Unis (avant la crise) marié à une riche femme d'affaires. Il est beau et charismatique…. il pourrait devenir acteur, mais il ne saisit pas les propositions qu'on lui fait. En fait, il voudrait être un chevalier, un héros, en quelques mots, il voudrait « sauver le monde sur son cheval blanc ». Il finira par embrasser une carrière de pianiste de bar, puis de compositeur de chansons à succès …

## Commentaires
Le Cheval blanc est représentatif de l'ensemble de l'œuvre d'Elsa Triolet. Il saisit le moment où les destins individuels font irruption à l'intérieur de l'Histoire, les tensions et les contradictions qui résultent de leur confrontation, et révèle l'engagement de l'écrivain.
En quatrième de couverture figure une chaleureuse recommandation d'Albert Camus : "On quitte ce livre avec l'impression d'un feu d'artifice ininterrompu, d'une étonnante prodigalité des dons."
Dans le roman de Yasmina Khadra Ce que le jour doit à la nuit, Le Cheval blanc est présenté comme "l'histoire d'un homme dont tout le monde tombe amoureux mais qui est incapable d'aimer".